# Jean-Claude Capèle

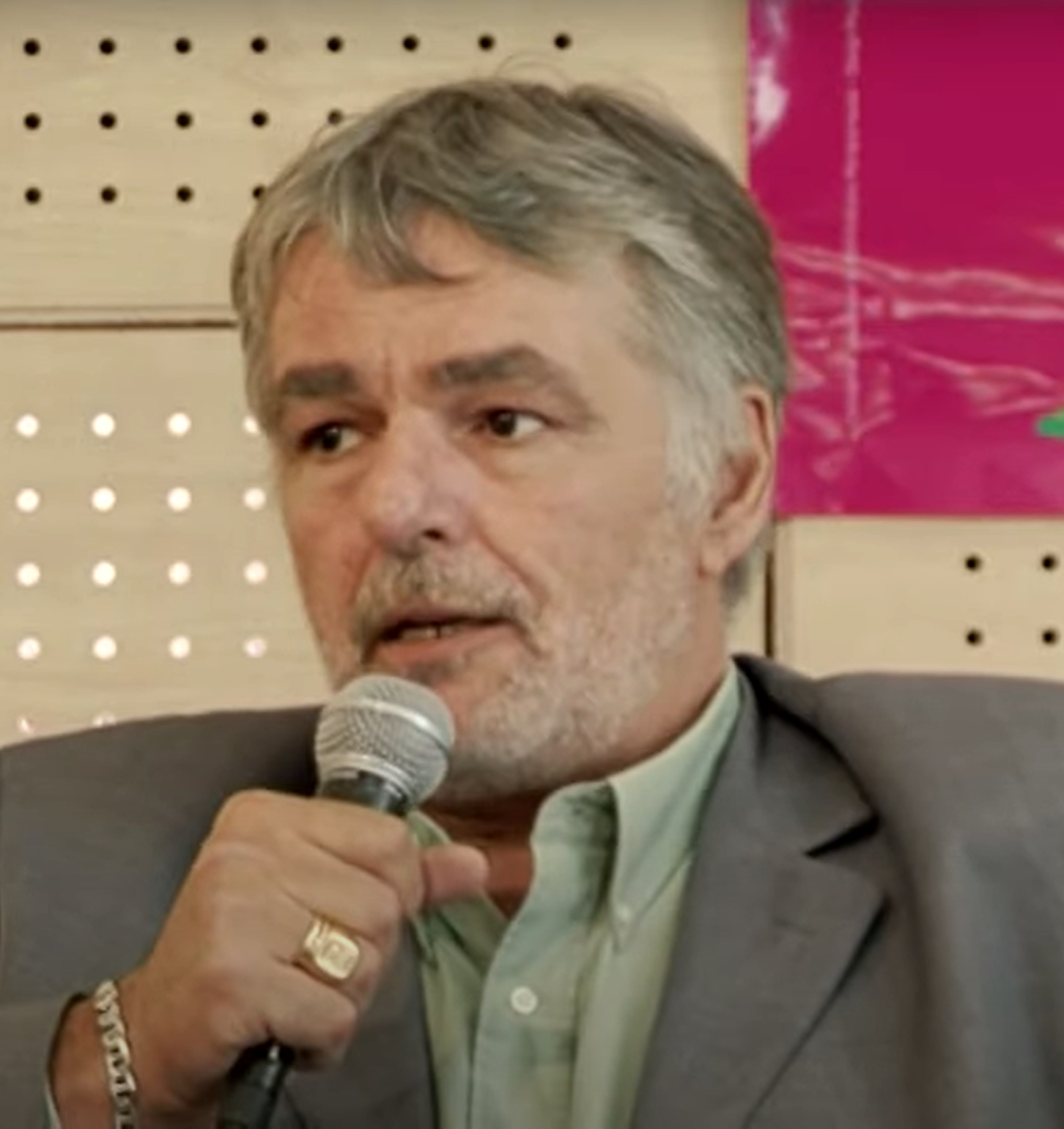
Jean-Claude Capèle, 2010

Jean-Claude Capèle (* 12. Juni 1953 in Speyer; † 18. September 2017 in Paris) war ein Germanist, Autor und deutsch-französischer Übersetzer.

## Leben
Als Sohn einer deutschen Mutter und eines französischen Vaters wuchs Capèle zweisprachig in Speyer und in Baden-Baden auf, wo er 1971 das Abitur am  Lycée Charles de Gaulle machte. Von 1971 bis 1977 studierte er Germanistik an der Straßburger Universität (Strasbourg II), legte dort seine Examina ab und arbeitete ab 1977 als Deutschlehrer an verschiedenen französischen Gymnasien. Ab 1985 arbeitete er als Übersetzer für verschiedene französische Verlage, u. a. für Belfond, Presses de la Cité, Julliard, Fayard und Flammarion.

## Übersetzte Autoren
Capèle übersetzte Werke von Friedrich Christian Delius, Milo Dor, Norbert Elias, Lion Feuchtwanger, Sigmund Freud, Martin Grzimek, Erich Hackl, Peter Handke, André Kaminski, Siegfried Lenz, Hugo Loetscher, C. S. Mahrendorff, Leo Perutz, Peter Rosei, Herbert Rosendorfer, Peter Scholl-Latour, Ernst Weiß, Urs Widmer und Stefan Zweig.

## Preise und Förderungen
- 1996: Prix littéraire Lipp-Zürich  für „Die Fliege und die Suppe“ (La Mouche et la soupe) von Hugo Loetscher (Fayard)[2]
- 1998: Förderpreis von Pro Helvetia

## Veröffentlichungen
- Guide Du Thème Allemand. Hachette Supérieur, Paris, 1990, ISBN 2-01-016253-6
- L’Allemagne, hier et aujourd’hui. Hachette supérieur Paris, 1996, ISBN 978-2-01-146068-4
- Khristophoros, le traducteur est un passeur, Christophorus, der Über-Setzer, in: Dazwischen, Museum für Gestaltung, Zürich 1998.[3]